# Otzberg (Vulkan)
Der Otzberg ist ein 367,9 m ü. NHN hoher basaltischer Kegelberg im vorderen Odenwald, auf dem sich der Ort Hering, ein Ortsteil der Gemeinde Otzberg, sowie die Veste Otzberg befindet.

## Veste Otzberg
Der Otzberg wird gekrönt von der Veste Otzberg, die 1231 erstmals urkundlich erwähnt wurde. Die Veste Otzberg dürfte also gegen Ende des 12., Anfang des 13. Jahrhunderts gebaut worden sein.

## Hering
Am Nordhang des Otzberges befindet sich der Ort Hering mit circa 1000 Einwohnern.

## Geographie
Der Otzberg befindet sich im nördlichen vorderen Odenwald in der gleichnamigen Gemeinde Otzberg im Landkreis Darmstadt-Dieburg. Die Umgebung um 130 bis 200 m überragend, stellt er eine weithin sichtbare Marke im nördlichen Odenwald und Reinheimer Hügelland dar. Nördlich fällt er ab, hin zum flach laufenden Dieburger Becken.

## Geologie
Der Basaltkegel des Otzberg besteht aus Olivin-Nephelinit, nach älterer Nomenklatur Nephelin-Basalt genannt, der Olivin und auch Labradorit enthält.
Aufgrund seiner geomorphologischen Geschichte als Förderschlot eines erloschenen Vulkans treten Säulenbasalt und andere vulkanische Gesteine zu Tage. Das Magma des Otzbergs trat in einer geologischen Störungszone, der sogenannten Otzberg-Zone, auch Otzberg-Spalte, auf, die mit der Randstörung des Oberrheingrabens zusammenhängt. Basaltvorkommen etwa vergleichbaren Alters (etwas älter) finden sich in der Region nur in einem Basalttuffschlot im Spitalfeld bei Niedernhausen, in einem Basaltvorkommen bei Webern und am Farenberg bei Großostheim. in späterer Zeit hat sich der Vulkanismus nach Norden verlagert.
Das Gestein des Otzbergs wurde auf ein Alter von 22 Millionen Jahren bestimmt, gehört also ins ältere Miozän. Der Otzberg gehört damit zu den jüngsten Vulkanen des Vulkanismus am nördlichen Oberrheingraben.

siehe auch: Geologie des Otzberges

## Schutzgebiete
Auf dem Otzberg befinden sich die Naturdenkmale „Aufgelassener Säulenbasalt-Steinbruch“ und das „Gebiet um den Otzberg“. Am unteren Nordwesthang sind die Löss-Hohle „Hinterer und vorderer Kuhgraben“ und „Verlängerung hinterer Kuhgraben“ als Naturdenkmale geschützt.

## Sonstiges
Von der Veste Otzberg ist bei gutem Wetter Sicht bis nach Frankfurt am Main und in den Taunus möglich.
Der Alemannenweg, ein 144 Kilometer langer Prädikatswanderweg, verläuft als Rundweg von Erbach über Bensheim-Auerbach, Burg Frankenstein und die Veste Otzberg wieder zurück ins Tal der Mümling nach Michelstadt-Steinbach. Am Alemannenweg liegen viele kulturhistorische Sehenswürdigkeiten.

## Bilder

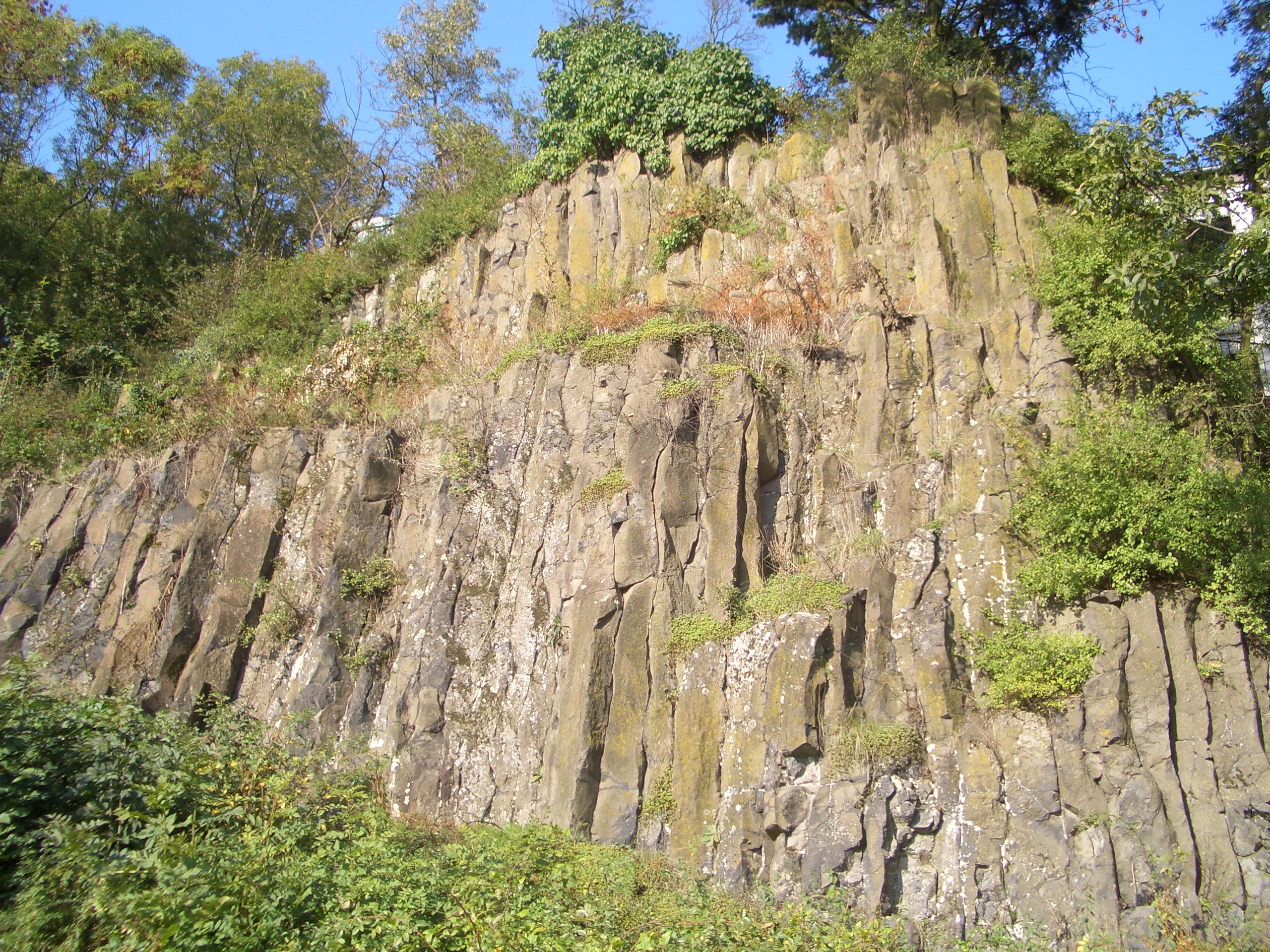
Erstarrter Nephelin-Säulenbasalt am Otzberg, Naturdenkmal
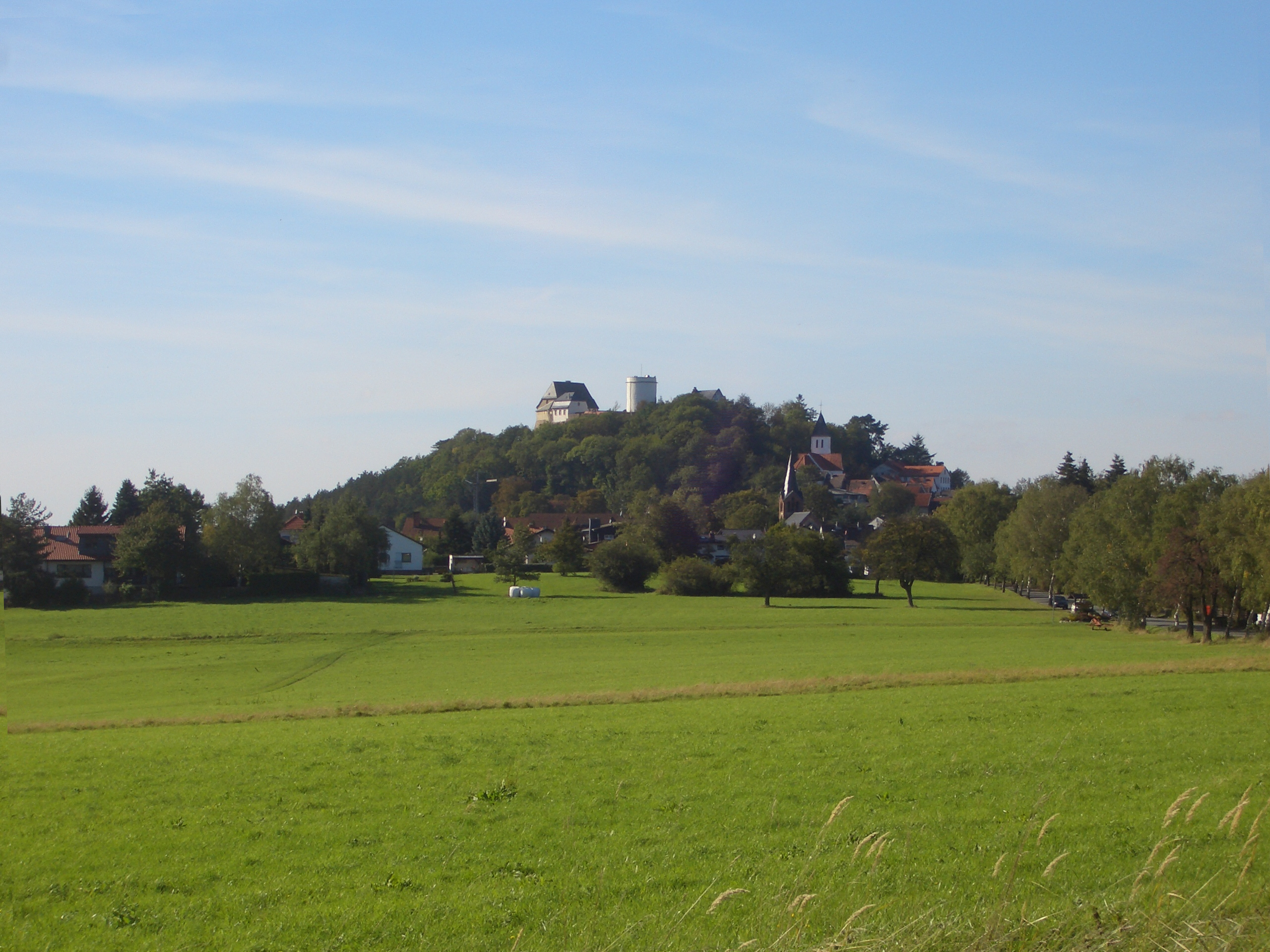
Der Otzberg mit dem Ort Hering und der Veste Otzberg
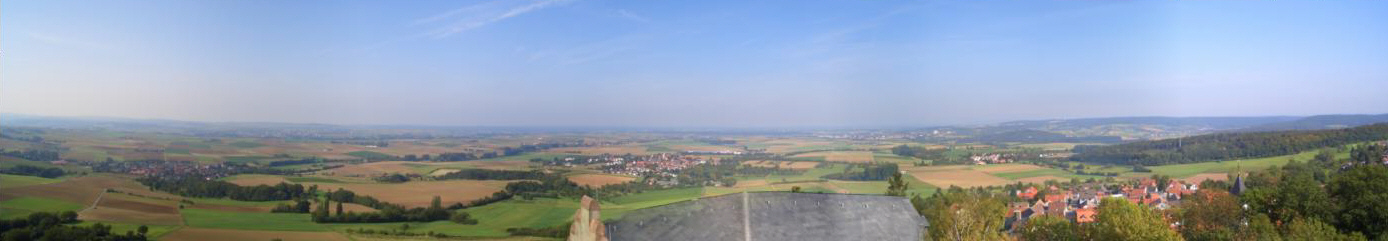
Panorama von der Veste Otzberg